# Pegomya phyllioidea
Pegomya phyllioidea este o specie de muște din genul Pegomya, familia Anthomyiidae. A fost descrisă pentru prima dată de Robineau-desvoidy în anul 1830.
Este endemică în Franța. Conform Catalogue of Life specia Pegomya phyllioidea nu are subspecii cunoscute.